# Svédország hívójelkörzetei
Svédország hívójelkörzetei részben követik a megyehatárokat, továbbá az állomás jellege alapján is végeznek megkülönböztetést.
Svédország számára az ITU az SA-SM, 7S, 8S hívójelprefixeket osztotta ki.

## Svédország hívójelkörzetei[1][2][3]
| prefix  | körzet       | terület/jelleg                |
| ------- | ------------ | ----------------------------- |
| S[A..J] | *            | Nincs körzetesítve            |
| SK      | *            | Klubállomások                 |
| SL      | 0-7, 9       | Katonai jellegű klubállomások |
| SL      | 8            | Hajókon dolgozó állomások     |
| SM      | 0            | Stockholm                     |
| SM      | 1            | Gotland                       |
| SM      | 2            | Norrbotten                    |
| SM      | 2            | Västerbotten                  |
| SM      | 3            | Gävleborg                     |
| SM      | 3            | Jämtland                      |
| SM      | 3            | Dalarna                       |
| SM      | 3            | Värmland                      |
| SM      | 3            | Västernorrland                |
| SM      | 4,5          | Örebro                        |
| SM      | 4,5          | Östergötland                  |
| SM      | 4,5          | Södermanland                  |
| SM      | 4,5          | Uppsala                       |
| SM      | 6            | Halland                       |
| SM      | 6            | Västmanland                   |
| SM      | 7            | Blekinge                      |
| SM      | 7            | Jönköping                     |
| SM      | 7            | Kalmar                        |
| SM      | 7            | Kronoberg                     |
| SM      | 7            | Skåne                         |
| 7S      | 7S0-7S7, 7S9 | Svédország                    |
| 7S      | 7S8          | Antarktiszi területek         |
| 8S      | 8S0-8S8      | Svédország                    |
| 8S      | 8S9          | Märket                        |

## Lajstromjel
Vízi és légi járművek lajstromjelezéséhez a SE prefixet használják.